# Jean-Denis Bredin
Jean-Denis Bredin (Parigi, 17 maggio 1929 – Parigi, 1º settembre 2021) è stato un avvocato e scrittore francese, membro dell'Académie française, della quale entrò a far parte il 15 giugno 1989, occupando il seggio numero 3.

## Opere
- Traité de droit du commerce international, en collaboration avec le doyen Loussouarn - Sirey - 1969
- La République de Monsieur Pompidou - Julliard - 1974
- Les Français au pouvoir - Grasset - 1977
- Éclats, en collaboration avec Jack Lang et Antoine Vitez - Simoën - 1978
- Joseph Caillaux - Hachette Littérature - 1980
- Rapport de la mission de réflexion et de propositions sur le cinéma, rapport au ministre de la Culture - 1981
- L'Affaire - Julliard - 1983
- Rapport de la mission sur l'enseignement des métiers du cinéma et de l'audiovisuel, rapport aux ministres de l'Éducation nationale, de la Culture et de l'Industrie - 1984
- Un coupable - Gallimard - 1985
- Les Nouvelles Télévisions hertziennes, rapport au Premier ministre  - La Documentation française - 1985
- L'Absence - Gallimard - 1986
- La Tâche - Gallimard - 1988
- Sieyès - Le Fallois - 1989
- Un enfant sage - Gallimard - 1990
- Battements de cœur - Fayard - 1991
- Bernard Lazare - Le Fallois - 1992
- L'Affaire, nouvelle édition refondue - Fayard-Julliard - 1993
- Comédie des apparences - Odile Jacob - 1994
- Encore un peu de temps - Gallimard - 1996
- Convaincre, Dialogue sur l'éloquence, en collaboration avec Thierry Lévy - Odile Jacob - 1997
- Une singulière famille - Fayard - 1999
- Rien ne va plus  - Fayard - 2000
- Lettre à Dieu le Fils - Grasset - 2001
- Un tribunal au garde-à-vous. Le procès de Pierre Mendès-France, 9 mai 1941 - Fayard - 2002
- Et des amours desquelles nous parlons - Fayard - 2004
- Mots et pas perdus - Plon - 2005
- On ne meurt qu'une fois, Charlotte Corday - Fayard - 2006